# Cuộc đời và cái chết của Pushkin
Cuộc đời và cái chết của Pushkin (tiếng Nga: Жизнь и смерть Пушкина, tiếng Anh: Life and death of Pushkin) là một bộ phim câm của đạo diễn Vasily Goncharov.

## Diễn viên
- Aleksandra Goncharova
- Vladimir Krivtsov... Pushkin
- Vladimir Markov... Pushkin ở trường Trung học